# Tucano (ort)
Tucano är en ort i Brasilien.   Den ligger i kommunen Tucano och delstaten Bahia, i den östra delen av landet, 1 100 km nordost om huvudstaden Brasília. Tucano ligger 304 meter över havet och antalet invånare är 31 203.
Terrängen runt Tucano är platt åt sydväst, men åt nordost är den kuperad. Det finns inga andra samhällen i närheten.
Trakten runt Tucano består i huvudsak av gräsmarker. Runt Tucano är det glesbefolkat, med 18 invånare per kvadratkilometer.